# Article 24 de la Charte canadienne des droits et libertés
L'article 24 de la Charte canadienne des droits et libertés est l'article de la Charte des droits de la Constitution du Canada qui accorde le droit d'obtenir réparation à ceux dont les droits garantis par la Charte ont été violés. Certains experts affirment que c'est l'article 24 qui a assuré que la Charte n'aurait pas le principal défaut de la Déclaration canadienne des droits de 1960, c'est-à-dire que les juges avaient désormais le pouvoir d'invalider les lois qui contrevenaient à la Charte.

## Texte
« 24. (1) Toute personne, victime de violation ou de négation des droits ou libertés qui lui sont garantis par la présente charte, peut s'adresser à un tribunal compétent pour obtenir la réparation que le tribunal estime convenable et juste eu égard aux circonstances.

(2) Lorsque, dans une instance visée au paragraphe (1), le tribunal a conclu que des éléments de preuve ont été obtenus dans des conditions qui portent atteinte aux droits ou libertés garantis par la présente charte, ces éléments de preuve sont écartés s'il est établi, eu égard aux circonstances, que leur utilisation est susceptible de déconsidérer l'administration de la justice. »

— Article 24 de la Charte canadienne des droits et libertés